# LIN
ISO 17987 — стандарт промышленной сети, ориентированный на управление автомобильными системами низкой ответственности. Первоначально известен как LIN (англ. Local Interconnect Network).

## История
Первая спецификация стандарта под брендом LIN была издана в 1999 году по инициативе консорциума европейских автопроизводителей и других известных компаний, включая Audi AG, BMW AG, Daimler Chrysler AG, Motorola Inc., Volcano Communications Technologies AB, Volkswagen AG и VolvoCar Corporation. Последняя спецификация консорциума (LIN 2.2) издана в 2010 году. В настоящее время документы стандарта переданы под контроль Международной организации по стандартизации (ISO), где стандарту был присвоено новое наименование ISO 17987. В связи с политикой ISO копия стандарта стала платной.

## Позиционирование
Протокол LIN предназначен для создания дешёвых локальных сетей обмена данными на коротких расстояниях. Он служит для передачи входных воздействий, состояний переключателей на панелях управления и так далее, а также ответных действий различных устройств, соединённых в одну систему через LIN, происходящих в так называемом «человеческом» временном диапазоне (порядка сотен миллисекунд).
Основные задачи, возлагаемые на LIN консорциумом европейских автомобильных производителей, — объединение автомобильных подсистем и узлов (таких как дверные замки, стеклоочистители, стеклоподъёмники, управление магнитолой и климат-контролем, электролюк и так далее) в единую электронную систему. LIN-протокол утверждён Европейским автомобильным консорциумом как дешёвое дополнение к сверхнадёжному протоколу CAN.
LIN и CAN дополняют друг друга и позволяют объединить все электронные автомобильные приборы в единую многофункциональную бортовую сеть. Причём область применения CAN — участки, где требуется сверхнадёжность и скорость; область же применения LIN — объединение дешёвых узлов, работающих с малыми скоростями передачи информации на коротких дистанциях и сохраняющих при этом универсальность, многофункциональность, а также простоту разработки и отладки. Стандарт LIN включает технические требования на протокол и на среду передачи данных. Как последовательный протокол связи, LIN эффективно поддерживает управление электронными узлами в автомобильных системах с шиной класса «А» (двунаправленный полудуплексный), что подразумевает наличие в системе одного главного (англ. master) и нескольких подчинённых (англ. slave) узлов.

## Стандарт
Стандарт определяет сетевую топологию, физический уровень, сигнализацию, протокол обмена данными, программный интерфейс доступа к сети, метод описания конфигурации шины и методику тестирования. В стандарте 7 частей:
- ISO 17987-1: Общие сведения и определения.
- ISO 17987-2: Транспортный уровень.
- ISO 17987-3: Спецификация протокола.
- ISO 17987-4: Спецификация физического уровня 12V / 24V.
- ISO 17987-5: Интерфейс прикладного программиста (API).
- ISO 17987-6: Протокол испытаний.
- ISO 17987-7: Испытания для физического уровня.

Топология сети типа «общая шина». В сети только один мастер и несколько ведомых (до 15).
Физический уровень основан на стандарте ISO 9141-1, более известном как K-Line. Позволяет соединять одним сигнальным проводом до 16 узлов (из них 1 мастер) при длине кабеля до 40 метров. Изначально была предусмотрена работа только в автомобилях с 12-вольтовым бортовым питанием (номинальные напряжения 9…18 В, перегрузка до 40 В). Ряд микроэлектронных компаний выпускают микросхемы драйверов физического уровня LIN / ISO 17987. Некоторые из них показаны в таблице.
| ИМС     | Тип корпуса | Стандарт           | Напряжение питания [мин..макс] (В) |
| ------- | ----------- | ------------------ | ---------------------------------- |
| TJA1020 | SO8         | LIN1.3             | 5…27                               |
| TJA1021 | SO8         | LIN2.1 / SAE J2602 | 5,5…27                             |

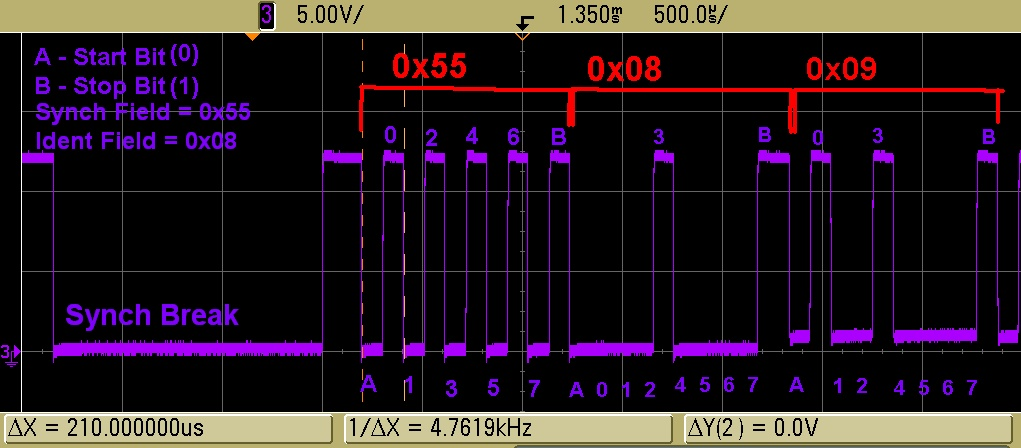
Сигнализация LIN

Сигнализация основана на асинхронном интерфейсе (UART). Допустимые скорости от 1 до 20 кбод, формат посылки 8N1. Для упрощения узлов сигнализация предусматривает специфическую синхронизирующую последовательность, благодаря которой начальное отклонение источника тактовой у ведомого устройства может достигать 14 %. Это позволяет отказаться от кварцевой или керамической стабилизации частоты и удешевить устройства.
Обмен данными происходит пакетами. Каждый пакет имеет заголовок. Заголовок передается только мастером. Заголовок состоит из UART Break, синхронизирующего байта 0x55 и байта-идентификатора пакета. UART Break — специальная посылка из 13 нулевых битов подряд. Стандартный UART Break содержит 11 нулевых битов подряд, но, в связи с допустимым нестандартным отклонением частот синхронизации его расширили до 13 бит. Идентификатор пакета кодирует длину данных (до 8 байт) и тип сообщения. Типы сообщений могут быть предопределенными спецификацией (например, событийные или диагностические кадры) или пользовательскими (то есть их назначение определяет разработчик устройств). После заголовка идут данные, которые может передавать мастер или ведомое устройство, в зависимости от значения идентификатора в заголовке. Завершается пакет однобайтовой контрольной суммой.
Предусмотрена возможность перевода шины в состояние сна (тишина на линии > 25000 битовых интервалов) и побудки шины (ноль на 8 битовых интервалов).
LIN является объектно-ориентированным протоколом. То есть он адресует не физические устройства на шине, а некие функции, закодированные в идентификаторе пакета. Потому в пакете нет формального адреса устройства.